# ウィリアム・カリー (軍人)
ウィリアム・ロウズ・カリー（英語: William Laws Calley, 1943年6月8日 - 2024年4月28日）は、アメリカ陸軍の軍人。ベトナム戦争最中の1968年3月16日に起きたソンミ村虐殺事件で、虐殺を直接命令した将校として唯一有罪判決を受けた。

## 若年期
第二次世界大戦に従軍したアメリカ海軍退役軍人である父の元、フロリダ州マイアミに生まれ、やや赤みを帯びた茶髪だった事から「ラスティ(錆付き)」のあだ名で呼ばれていた。カリーはマイアミでマイアミエジソン高校を卒業し、1963年にパームビーチ短期大学に入学したものの、Cが2つ、Dが1つ、Fが4つという不十分な評価を受け、1964年に退学した。
その後、ボーイ、皿洗い、セールスマン、保険被害査定人、列車の車掌など、さまざまな職業を転々とした。定職に付かぬまま1966年を迎えた頃、選抜徴兵局から彼の医療状態を要請する通知を受け取った。これを受けてマイアミに戻る最中、ニューメキシコのアルバカーキで車が故障してしまう。やむを得ず、カリーは現地の徴募軍曹に報告し、1966年7月26日にアルバカーキでアメリカ陸軍に入隊した。

## 軍歴
カリーは、ワシントン州のフォート・ルイス駐屯地で中隊事務員として8週間の高等訓練を受け、ジョージア州のフォート・ベニング駐屯地で、9週間の基本的な戦闘訓練を経験した。彼はまた、AFQT（Armed Forces Qualification Test）で高得点を記録し、米陸軍の士官候補生学校(Officer Candidate School,OCS)に入学する。カリーは、1967年3月中旬からフォート・ベニング駐屯地で16週間の下級将校訓練に参加した。1967年9月7日、彼はOCSを51番の席次で卒業し、歩兵少尉に任命された。
カリーは第11歩兵旅団第20歩兵連隊第1大隊C中隊に配属され、ハワイのショフィールド・バラック演習場にて、ベトナム共和国（南ベトナム）への派遣に備えて訓練を開始した。ベトナム到着後、第11歩兵旅団は第23「アメリカル」歩兵師団に合流した。
カリーは小隊長としての適性が欠けていたと言われているが、彼に関する将校評価報告では、彼について「平均」 としか記していなかった。カリーの小隊に所属したある兵士は、「カリーは常識が無く、コンパスも読めなかった」と軍の調査官に証言した  他、別の何人かの兵士は彼を本気でフラッギングしようと考えるほど嫌っていたと証言している。ただし、このような否定的な評価が急増したのはソンミ村事件の調査が進んだ後である。

## 虐殺事件
ソンミ村ミライ集落近くの104人のベトナムの一般人に対する計画的殺人など6つの容疑について、カリーは1969年9月5日に起訴された。
裁判では1968年3月16日、500人もの村民（大部分は女性、子供、幼児、老人）がアメリカ陸軍の兵士により組織的に虐殺されたとされ、もしも有罪判決が下れば、カリーには死刑を科せられる可能性もあった。
1970年11月17日に始まった裁判では、カリーがアメリカ陸軍の交戦規定を無視して、部下の誰もが敵の攻撃下になかったにもかかわらず、故意に非武装のベトナムの一般人を殺害するように命令したことについて軍法が論点となった。
証言から、第23「アメリカル」歩兵師団第1大隊C中隊第1小隊の兵士に集落住民の殺傷を命令したことが明らかになった。事件を公表する際、オーブリー・ダニエルとジョン・パーティンという2人の軍検察官からの関与があり、多くの兵士がカリーに不利な証言を拒むことになった。何人かは、自己負罪に対して黙秘権を得た事で、証人台で質問に答えることを拒否した。
しかし、リード・W・ケネディ裁判長によって法廷侮辱罪の罪で投獄されていたカリーの部下、ポール・メドロは渋々ながら証言することに同意した。メドロは事件当日、2～3ダースほどのミライ集落の住民を監視していたが、カリーが彼に接近し、全ての住民を撃つように命令してきたと証言した。メドロが命令に戸惑いを見せると、カリーは20フィート(6m)かそれ以上後ろに下がって部下と共に住民に発砲し、またメドロもそれに加わった。
同様に、当初証言を拒んでいたデニス・コンティという兵士は、カリーがまず住民へ発砲を開始し、C中隊員である105人の兵士がそれに続いたのだと証言した。さらに別の目撃者であるレナード・ゴンザレス、カリーの部下が村民の男女数人を一箇所にまとめ、服を脱ぐように命令したのを目撃したとして、村民が命令を拒んだ為、その兵士はM79 グレネードランチャーを発砲して全員を殺傷したとしている。
村民の死亡は空爆あるいはヘリコプターの攻撃によるものだとしたカリー側の主張はいくらかの目撃者によって否定された。次にカリーは直属の上官であるアーネスト・メディナ大尉の命令に従ったのだと主張した。実際にこの命令があったかどうかは未だに議論が分かれているが、メディナ自身は1971年8月に別の裁判により事件に関する全ての告訴を免除されている。
被告側弁護士ジョージ・ラティマーは、前日にメディナが部隊を村へと進め、全てのベトコンを殺せと命じたと主張した。C中隊員の兵士21人もこのカリー側の主張を裏付ける証言を行った。しかし、メディナは自分がそのような命令を発した事を公然と否定し、命令についてカリー側が「全てを殺せ」と解釈する主張をすると、メディナはあくまで「全ての敵を殺せ」と命じたに過ぎないと反論した。
メディナの証言について、カリーは以下のように述べた。
「私はそこに向かい、敵を撃滅せよと命令を受けた。それは、その日の私の仕事だった。それは、私に与えられた任務だった。私は彼らが男であるか、女であるか、または子供であるかを考慮しなかった。彼らは全て同じもの、すなわち敵として分類されており、その分類に従い対処した。私は命令されたからこそ行動したのである。私は私に与えられた、そして私が正しいと感じた命令を遂行したのだ」—ウィリアム・カリー
79時間の審議を経て、6人の将校陪審員(内5人はベトナム従軍経験者)は、1971年3月29日の「22人の兵士による住民の計画的殺人」に関して有罪判決を下した。同年3月31日、カリーはフォート・レブンワースで終身刑を宣告された。
ソンミ村事件及びその隠蔽に関与したとして起訴された26人の将校及び兵卒のうち、有罪判決を受けたのはカリーだけであった。
アメリカの多くの州では、判決に対する反対が盛り上がった。
- ジミー・カータージョージア州知事は「アメリカ戦士の日」を制定し、一週間カリーに対する支援を努力するようにジョージア州民に要請した[7]。
- インディアナ州知事は全ての州に対して、カリーの為に半旗を掲げることを要請し、さらにユタ州及びミシシッピ州の州議会も判決に異議を唱えた[7]。
- ジョージ・ウォレスアラバマ州知事は営倉のカリーを訪ねた後、リチャード・ニクソンに彼を特赦するように要請した。
- アーカンソー州、カンザス州、テキサス州、ニュージャージー州、サウスカロライナ州の州議会は、カリーへの温情処置を要請した[7]。

世論調査では79%のアメリカ国民が判決に不満を抱いているとされた。多くの人々は、虐殺命令を下した指揮系統の中の一人でしかないカリーのみに有罪判決を下したことに反発していた。反戦ベトナム復員兵(VVAW)によって1971年1月31日から2月2日までデトロイトで開催された冬季軍人公聴会において、ウィリアム・クランデル中尉を初めとしたアメリカル師団第199軽歩兵旅団の復員兵は憤慨の意を表明した。

「我々は、我々に命令を与えたものを明らかにするつもりである。また、それはある方針を作った。すなわち、戦争には標準的に完全かつ目的としての大量虐殺が付随するという点だ。我々はソンミ村事件が決して特別な出来事でなかったことを証明するつもりである。おそらく、ある一箇所で殺された多くの犠牲者の全ては、ただ一度にある1つの小隊によって成されたのではないのだ。
我々は、ソンミ村事件を起こしたアメリカル師団の方針が、他の陸軍師団や海兵隊師団と同様であった事を示すつもりである。
我々は、このベトナムにおける戦争犯罪が、1968年3月に、あるいはソンミ村で、あるいは1人のウィリアム・カリー中尉によって始まったものではない事を示すつもりである。我々はソンミ村、未遂に終わった虐殺、そしてベトナムについて、本当に責任を負うべきものを起訴するつもりである」—ウィリアム・クランデル

## 自宅軟禁
1971年4月1日、終身刑宣告の翌日には、ニクソン大統領はフォート・ベニングのレブンワース刑務所から自宅軟禁に移すように要請した。この特赦にはメルヴィン・レアード国防長官が強く抗議すると共にオーブリー・ダニエル検察官は、次のような手紙を書いた。
1971年8月20日、フォート・ベニングの軍当局はカリーの刑を懲役20年に軽減した。陸軍軍法会議では、Military Review誌上で有罪判決及び処罰を主張した。(46 C.M.R. 1131 (1973))ロバート・フローリケ陸軍長官はこの判決と裁定を確認し、承認したものの、別の温情措置によりカリーの懲役は10年まで軽減された。
1974年5月3日、ニクソンは事件の再調査を行った上で、カリーが問題を起こす事はないと断定する通達を大臣達に伝えた。結局、カリーはフォート・ベニング宿舎で、3年半の自宅監禁に服したのみとなった。1974年2月11日に連邦地方裁判所に人身保護を請願し、1974年9月25日にJ.ロバート・エリオット連邦判事によって、身柄の即時解放とともに認められた。
エリオット判事は、カリーの裁判が公判前の告知（特定の被告側証人の召喚令状拒否、下院のソンミ村事件調査秘密会議に関する証言公表の拒否、告訴に関する通知の不足）によって偏見があったと発表した（判事は1974年2月27日にカリーを保釈したが、上訴裁判所はそれを翻して、1974年6月13日にカリーを米陸軍の拘留下に戻していた）。
カリーは、カンザス州フォート・レブンワースのアメリカ合衆国教化隊に送られた。彼の釈放が刑務所所長により確約されると、大勢の記者が刑務所の南側ゲートへ向かってカリーの到着を待った。しかし、実際にはカリー本人の希望により西側ゲートから釈放され、直接フォート・レブンワース飛行場へ向かった。そこからあるジョージア州の下院議員によって彼は空路で護送された。南側ゲートに集結していた新聞各社は出発後にこの事実を知らされる事になった。
陸軍は第5巡回裁判所に対しエリオット判事の判決を不服として上訴し、審判官に対してカリーの即時釈放を認めるとしてもそれを待つように要請しており、実際にそのように処置されていた。しかし、本法廷はこの保留された案件について釈放の判決を支持し、全ての裁判で訴えを聞くことだけを決定した(一般にこれは最初に行われない)。陸軍は異議を唱えていた5人の裁判官と共に、エリオット判事による人身保護令状発行判決の棄却及び軍法会議の判決復帰を勝ち取った(Calley v. Callaway, 519 F.2d 184, 9/10/1975)。極めて長く、また慎重な審議において、予審法廷はエリオット判事の判決について法律上の問題と法廷闘争における手続きに問題があるとして同意しなかった。1974年11月9日、法廷は陸軍がカリーを仮釈放した時、人身保護手続きを議題としなかった点を指摘した。

## 釈放後
2005年または2006年、カリーは妻のペニーと離婚した。彼女の父は1975年頃からカリーをVVヴィックジュエリーの宝石販売店で雇用していた。カリーは息子のウィリアム・ロウズ・カリーJrと一緒に暮らすために、アトランタ中心部へ引っ越した。
2007年10月、カリーはイギリスのタブロイド紙「デイリー・メール」によるソンミ村事件に関するインタビューに同意し、記者に対し以下のように答えた。
「明日、ここから最も近い銀行のロビーで、始業時間に会いましょう。そこで25,000ドルの小切手を切ってくれるのなら、私はきっかり1時間あなたとお話します」—ウィリアム・カリー
だが、記者が小切手は持参せず、質問をまとめたものだけ持って指定の時間に現れると、カリーはその場を立ち去った。
2009年8月19日、コロンバスのキワニスで行ったスピーチの中で、カリーはソンミ村事件での役割について謝罪した。
コロンバスの日刊紙「レジャー・エンクワイアラー」 および元記者のディック・マクマイケルのブログが報じたところでは、カリーは以下のように述べたという。
「私はソンミの虐殺について後悔を感じなかった日はありませんでした。死んだベトナム人やその家族、そして私の部下として事件に関わった兵士とその家族についての後悔です。本当に、本当に後悔している……何故私が命令を与えた上官たちに逆らわなかったのかと尋ねるならば、私は上官から命令を受けた一介の中尉であったと答えるほかにありません。そして、だからこそ私は彼らに…あの愚か者達に従ったのだと、私は思っています」—ウィリアム・カリー
2024年4月28日にフロリダ州ゲインズビルで死去。80歳没。

## 大衆文化
ティム・オブライエンの小説「In the Lake of the Woods（邦題：失踪）」では、カリーの名前が散見される。主人公のジョン・ウェィド上院議員はベトナムでの虐殺を隠蔽するも、それが彼の議員としての政治キャリアを狂わせてゆく。また、ピート・シーガーが歌ったベトナム反戦歌「Last Train  to Nuremberg（邦題：ニュルンベルク行最終列車）」にも以下のように名前が現れる。
"Do I see Lieutenant Calley?  Do I see Captain Medina?  Do I see Gen'ral Koster and all his crew?"
- 1971年にはテリー・ネルソンとC中隊により「The Battle Hymn of Lt. Calley（カリー中尉の聖歌）」という歌が発表された。これはカリーを「命令を受け従ったごく普通のアメリカ兵」として擁護する内容のものであった。
- 1992年の映画「ア・フュー・グッドメン」では、トム・クルーズ演じるダニエル・キャフィ中尉が、殺人の容疑をかけられた2人のアメリカ海兵隊員について「誰かに命じられた結果」という理由で弁護を行おうとする同僚を軽蔑するシーンがある。これはカリーの弁護士が持ち出した理由と同じものである。
- 1994年、ドッグ・フェイスド・ハーマンズの曲「Calley」の歌詞には、コロンブスにあるカリーの店を訪れ、インタビューを行おうとするジャーナリストが登場する。そのジャーナリストはソンミ村について尋ねた途端、激怒したカリーによって店からつまみ出される。
- また、一連の裁判は1975年、アメリカン・ブロードキャスティング・カンパニーが「Judgment: The Trial of Lieutenant William Calley」のタイトルでテレビドラマ化され、トニー・ムサンテとハリソン・フォードがカリーを演じた。編集者はエミー賞を得た。
- 手塚治虫の漫画、ブラック・ジャックにも、ソンミ村事件とカリーをモチーフとした一編が存在する。『魔王大尉』と題されたこの一編では、ベトナム戦争で虐殺を指揮したアメリカ軍将校、ケネス大尉が撤退間際に負った負傷を治療する為に来日する。